# Temecula
Temecula [təˈmɛkjʉlə] ist eine Stadt im Riverside County im US-Bundesstaat Kalifornien mit 110.003 Einwohnern (Stand: Volkszählung 2020) und einer Größe von 78,133 km². Sie gilt als wohlhabende Pendlerstadt.
Militäranlagen der nahegelegenen Stützpunkte Marine Corps Base Camp Pendleton, Marine Corps Air Station Miramar, March Air Reserve Base und von Marinebasen in San Diego befinden sich in Temecula. In unmittelbarer Nähe der Stadt liegt auch das Weinbaugebiet Temecula Valley AVA.
Ihren Namen verdankt die Stadt dem Wort Temecunga, was in der Sprache der Luiseño-Indianer „Platz an der Sonne“ bedeutet.

## Geografie
Temecula liegt im Südwesten des Riverside Countys. Im Nordwesten grenzt die Stadt an Murrieta, ansonsten ist sie von gemeindefreiem Gebiet umgeben. Im Süden liegt unweit des Stadtgebiets die Grenze zum San Diego County. Von der Stadtfläche sind 78,092 km² Land- und 0,042 km² Wasserfläche.
Temecula die fünftgrößte Stadt im Riverside County. Sie ist eine principal city der Metropolitan Statistical Area (MSA) Riverside–San Bernardino–Ontario mit rund 4,6 Millionen Einwohnern.
Die südkalifornischen Hauptwirtschaftszentren Los Angeles (150 km), San Diego (100 km) und Orange County (50 km) sind nicht sehr weit entfernt, deshalb gilt Temecula als Trabantenstadt. An das Straßennetz ist Temecula über die Interstate 15 und California State Route 79 angeschlossen.

### Klima
Das Klima in Temecula ist wüstenähnlich und semiarid, gemäßigt durch kühle Pazifikwinde am Nachmittag. Die durchschnittliche Höchsttemperatur im heißesten Monat des Jahres, dem August, beträgt 37  °C (Rekord 46  °C), die durchschnittliche Tiefsttemperatur im kältesten Monat Dezember beträgt 1  °C (Rekord −10  °C im Januar). Am meisten Regen fällt in den Monaten von November bis März, der feuchteste Monat ist der Februar. Meist wird mäßiger Regen durch Winterstürme hervorgerufen, in El-Niño-Jahren können die Stürme auch stärker ausfallen. Am trockensten ist es im Juni. Die jährliche Niederschlagsmenge beträgt im Durchschnitt 359 mm. Von Mai bis Juni kann am Morgen Nebel aufziehen. Während der heißen und trockenen Zeit von Juli bis September steigt die Luftfeuchtigkeit und vereinzelte Gewitter treten auf. Diese sind meist kurzlebig und es kommt zu keinem bis sehr geringem Regenfall. Im Spätherbst ziehen aus nordöstlicher Richtung die Santa-Ana-Winde auf. Schneefall kommt in Temecula nur sehr selten vor.
Am 19. April 2005 wurde ein Stadtteil Temeculas von einem Tornado der Stufe F1 getroffen.
|                        | Jan  | Feb  | Mär  | Apr  | Mai  | Jun  | Jul  | Aug  | Sep  | Okt  | Nov  | Dez  |   |       |
| Mittl. Temperatur (°C) | 11,4 | 11,5 | 13,5 | 14,9 | 17,6 | 20,0 | 23,2 | 23,6 | 22,2 | 18,1 | 14,2 | 10,9 | ⌀ | 16,8  |
| Mittl. Tagesmax. (°C)  | 20,8 | 19,8 | 22,0 | 22,9 | 25,7 | 28,5 | 32,2 | 33,1 | 32,2 | 27,6 | 23,9 | 20,1 | ⌀ | 25,8  |
| Mittl. Tagesmin. (°C)  | 4,6  | 5,5  | 7,2  | 8,9  | 11,8 | 13,6 | 16,4 | 16,7 | 15,1 | 11,6 | 7,3  | 4,3  | ⌀ | 10,3  |
|                        |      |      |      |      |      |      |      |      |      |      |      |      |   |       |
| Niederschlag (mm)      | 58,5 | 84,4 | 30,8 | 22,4 | 6,3  | 0,6  | 1,8  | 1,2  | 1,7  | 22,7 | 31,3 | 72,6 | Σ | 334,3 |

| 4,6 |

| 5,5 |

| 7,2 |

| 8,9 |

| 11,8 |

| 13,6 |

| 16,4 |

| 16,7 |

| 15,1 |

| 11,6 |

| 7,3 |

| 4,3 |

| 4,6 |

| 5,5 |

| 7,2 |

| 8,9 |

| 11,8 |

| 13,6 |

| 16,4 |

| 16,7 |

| 15,1 |

| 11,6 |

| 7,3 |

| 4,3 |

## Geschichte

### Vor 1800
Vor der Ankunft spanischer Missionare in Kalifornien war das heutige Temecula von Luiseño-Indianern bewohnt. Ihre Legenden berichten, dass das Leben auf der Erde im Temecula Valley begann.
Im Oktober 1797 kamen mit dem Franziskanerpater Juan Norberto de Santiago und dem Kapitän Pedro Lisalde die ersten Spanier in das Gebiet um Temecula. Juan Norberto de Santiago bezeichnete den Ort in seinen Aufzeichnungen als Indianerdorf. Während ihrer Reise kam das Team sowohl in das Temecula Valley als auch zum heutigen Lake Elsinore.
Heute leben im Temecula Valley über 1000 Nachfahren der Indianer. Die Weinindustrie wurde aber durch spanische Siedler eingeführt und im späten 19. und frühen 20. Jahrhundert von Amerikanern und europäischen Einwanderern aus Spanien, Italien und Frankreich übernommen.

### 19. Jahrhundert
1798 bauten spanische Missionare die Missionsstation San Luis Rey de Francia und gaben den Indianern in ihrer Region den Namen Sanluiseños oder kurz Luiseños. In den 1820er Jahren wurde die Missionsstation San Antonio de Pala gegründet.
Das Gebiet um Temecula war 1844 in die Rancho Temecula in Besitz von Felix Valdez und die östlicher gelegene Rancho Pauba von Vicente Moraga eingeteilt. Im Jahr 1845 wurde dem konvertierten Luiseño-Indianer Pablo Apis vom Gouverneur des damaligen Oberkaliforniens Pío Pico die Rancho Little Temecula übergeben, die im Süden des Temecula Valleys auf fruchtbarem Boden lag und das Dorf Temecula umfasste. 1846 bekam Juan Moreno mit der Rancho Santa Rosa ein Stück Land in den westlich gelegenen Bergen.
In den folgenden Jahren waren sowohl die Indianerstämme der Luiseño als auch der Cahuilla an lokalen Schlachten im Mexikanisch-Amerikanischen Krieg beteiligt. Im Januar 1847 nahmen Stammesmitglieder der Luiseño im sogenannten Pauma Massacre elf mexikanische Soldaten gefangen, weil diese Pferde der Indianer gestohlen hatten. Daraufhin kam es zu einem Vergeltungsschlag der Mexikaner, der als Temecula Massacre bekannt wurde. Gemeinsam mit den Cahuilla-Indianern töteten mexikanische Soldaten zwischen 33 und 40 oder anderen Angaben zufolge bis zu 100 Luiseño-Indianer.
Die Konflikte mit den Indianern eskalierten, als nach dem Krieg Amerikaner im Umland von Temecula siedelten. Ansprüche der Ureinwohner auf ihr Land wurden abgelehnt, und nachdem Louis Wolf 1872 die Rancho Little Temecula des verstorbenen Pablo Apis erworben hatte, vertrieb dieser im Jahr 1875 die Luiseño aus ihrem Dorf Temecula. 1882 gründete die Regierung der Vereinigten Staaten die 16 km² große Pechanga Indian Reservation, 13 km südlich von Temecula gelegen.
Ab 1857 fuhren regelmäßig Postkutschen durch das Temecula Valley. Wenig später hielt auch die Butterfield Overland Mail auf ihrem Weg von St. Louis nach San Francisco am Magee Store in Temecula. Am 22. April 1859 bekam Temecula das erste Postamt im Inland Südkaliforniens und nach San Francisco das zweite überhaupt in Kalifornien. Seinen ersten Standort hatte es im Magee Store, bis zum heutigen Tag wurde es aber mehrmals verlegt. Nach dem Sezessionskrieg wurde die Butterfield Overland Mail eingestellt und ihre Strecke von anderen Unternehmen genutzt, bis im Jahr 1877 eine Eisenbahnlinie nach Fort Yuma geschaffen wurde.
Im Jahr 1882 stellte die California Southern Railroad, ein Tochterunternehmen der Atchison, Topeka and Santa Fe Railway, die Eisenbahnstrecke von National City nach Temecula fertig. Ein Jahr später wurde diese Route bis nach San Bernardino verlängert. In den späten 1880er Jahren wurden die Gleise mehrmals durch Hochwasser beschädigt und die Strecke wieder aufgegeben. Der alte Bahnhof von Temecula wurde danach erst als Scheune verwendet und später zerstört.
In den 1890er Jahren wurden Steinbrüche zur Granitgewinnung angelegt; des Weiteren war Temecula zur Jahrhundertwende eine wichtige Versandstelle für Getreide und Rinder.

### 20. Jahrhundert
1904 wanderte Walter L. Vail, der mit seinen Eltern aus Nova Scotia in die USA gekommen war, nach Kalifornien aus. Gemeinsam mit verschiedenen Geschäftspartnern kaufte er Land in Südkalifornien, darunter auch 154 km² großes Weideland im Temecula Valley, bestehend aus der Rancho Temecula, Rancho Pauba und dem nördlichen Bereich der Rancho Little Temecula. Vail starb 1906 durch einen Unfall mit einer Straßenbahn in Los Angeles, woraufhin sein Sohn Mahlon Vail die Ländereien seiner Familie übernahm. 1914 eröffnete, gesponsert von Mahlon Vail und Farmern aus Temecula, die First National Bank of Temecula; im darauffolgenden Jahr wurde die erste gepflasterte, zweispurige Straße durch Temecula gebaut.
Die Vail Ranch hatte sich bis 1947 auf 354 km² vergrößert. Im Jahr 1948 ließ die Familie Vail einen Damm bauen, der den Temecula Creek aufstauen sollte, wodurch der Stausee Vail Lake entstand. Mitte der 1960er Jahre konzentrierte sich die lokale Wirtschaft auf die Vail Ranch und von der Viehhaltung und Landwirtschaft gingen neue Impulse für die örtliche Wirtschaft aus. Die Vail Ranch wurde 1964 an die Kaiser Land Development Company verkauft. Später wechselte das nun 395 km² große Landstück erneut den Besitzer und wurde fortan Rancho California genannt.
In den frühen 1980er Jahren wurde die Interstate 15 zwischen dem Los Angeles County und San Diego fertiggestellt und die Nachfrage nach Land stieg. Die Rancho California wurde 1989 mit dem heutigen Namen Temecula zur City erhoben.
Das folgende Jahrzehnt ließ Temecula stark wachsen; besonders aus San Diego und dem Orange County ließen sich viele Familien in Temecula nieder, angezogen von niedrigen Immobilienpreisen und dem örtlichen Weinbau. 1999 eröffnete das Einkaufszentrum „The Promenade In Temecula“.

### 21. Jahrhundert
Im Jahr 2005 vergrößerte sich die Stadt durch Eingemeindung der benachbarten Plansiedlung Redhawk. Durch diese Angliederung stieg die Einwohnerzahl auf 90.000 an. Nach einer Zeit überdurchschnittlichen Bevölkerungswachstums und Häuserbaus führte die Krise auf dem Subprime-Markt sowie die folgende Immobilienblase zu vielen Zwangsvollstreckungen im Gebiet um Murrieta und Temecula.

## Politik
Temecula ist Teil des 32. Distrikts im Senat von Kalifornien, der momentan vom Republikaner Kelly Seyarto vertreten wird, und dem 71. Distrikt der California State Assembly, vertreten von der Republikanerin Kate Sanchez. Des Weiteren gehört Temecula Kaliforniens 48. Kongresswahlbezirk an, der einen Cook Partisan Voting Index von R+4 hat und von dem Republikaner Darrell Issa vertreten wird. Seit 2022 ist Zak Schwank Bürgermeister von Temecula.

### Städtepartnerschaften
Temecula unterhält mit einem Ort Städtepartnerschaften:
| Japan | Daisen (Präfektur Tottori, Japan) |

## Tourismus

### Weinregion

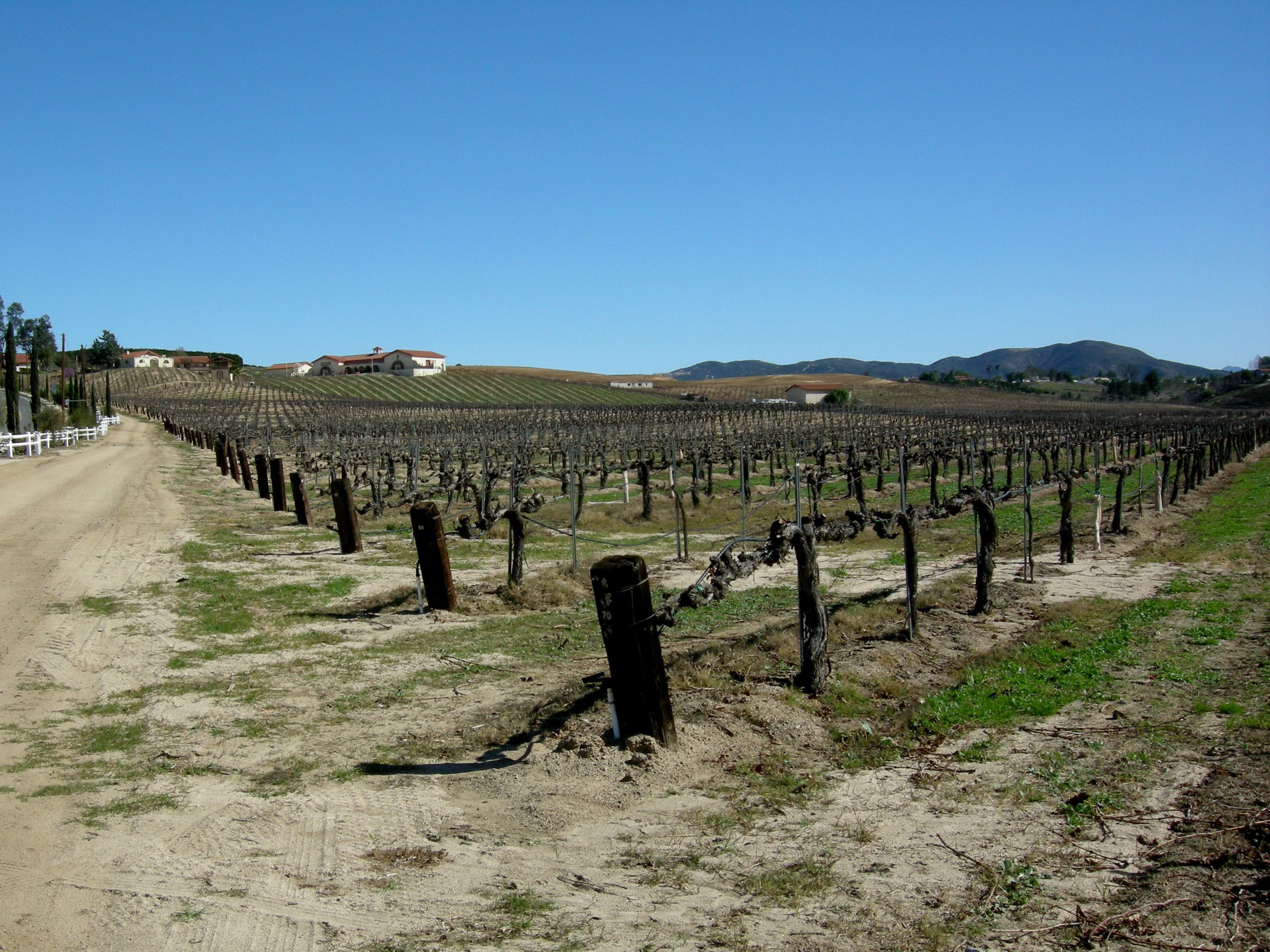
Weinstöcke im Temecula Valley

Mehr als 40 Jahre nachdem Richard Break und Leon Borel den Weinbau im Temecula Valley mit der Anpflanzung von 56 verschiedenen Rebsorten an fünf Standorten begründet hatten, wurde das Temecula Valley als Weinbaugebiet anerkannt. Im Jahr 1967 bepflanzte John Moramarco als erster ein 4 km² großes Feld mit Weinreben, um den Ertrag wirtschaftlich zu nutzen. Heute gibt es im Temecula Valley mehr als 35 Weingüter, dabei werden insgesamt 14 km² zum Weinbau genutzt. Der Anbau findet östlich von der Innenstadt statt. Im Stadtzentrum selbst werden Weinproben angeboten. Am Lake Skinner, ein Stück außerhalb der Stadtgrenzen, wird jährlich das  Temecula Valley Balloon and Wine Festival veranstaltet. Es bietet Unterhaltung, Heißluftballonfahrten und Weinproben. Viele der örtlichen Winzer nehmen an dem Fest teil.
Das Temecula Valley ist ein anerkanntes American Viticultural Area (AVA, deutsch: Amerikanisches Weinbaugebiet; Herkunftsbezeichnung).

### Altstadt

Eingang zur Altstadt

Die Altstadt von Temecula umfasst Gebäude aus den 1890er Jahren, viele alte Läden, Hotels, Delikatessengeschäfte, Boutiquen, Souvenirläden, Geschäfte für Sammler und Antiquitätengeschäfte. Dort werden auch Autoshows, Western-Veranstaltungen und ein Sommerprogramm geboten. Am Wochenende spielt das Nachtleben eine zunehmende Rolle.
Das Temecula Museum liegt ebenfalls in der Altstadt; es bringt den Besuchern die Indianer Temeculas sowie die die Naturkunde und Entwicklungsgeschichte der Stadt näher. Temeculas Altstadt ist des Weiteren Standort des neuen Rathauses.

## Sport
Aus Temecula stammt die Freestyle-Motocross-Gruppe Metal Mulisha mit Mitgliedern wie Jeremy Stenberg, Brian Deegan und Ronnie Faisst, die heute noch in Temecula oder Nachbarorten leben.
In Temecula und seiner Umgebung sind neun Golfplätze vorhanden.
Temecula sollte im Jahr 1995 einen Verein in der ersten Saison der California Inline Hockey League, einer Liga im Inlinehockey, stellen, allerdings ist das bis heute nicht geschehen.

## In den Medien
1996 spielte der Fernsehfilm A Weekend in the Country in Temecula. Er handelt von Paaren, die die örtlichen Weinberge besuchen. Regie führte Martin Bergman, das Drehbuch schrieb Bergman zusammen mit Rita Rudner, die selber auch eine Rolle im Film spielte. Weitere teilnehmende Schauspieler waren Christine Lahti, Jack Lemmon, Dudley Moore, Richard Lewis und Betty White.
Die Pilotepisode Beachhead der Science-Fiction-Serie Invasion von der Wega wurde zum Teil in Temeculas Altstadt gedreht. Auch die Szenen im Weinberg in der letzten Folge von Raumschiff Enterprise – Das nächste Jahrhundert wurden in Temecula aufgenommen.
Der Comedyfilm The Goods – Schnelle Autos, schnelle Deals und eine Folge der Serie Keeping Up with the Kardashians sowie die Netflix-Serie Car Masters: Rust to Riches spielen in Temecula.
Im Album Bitte Orca der Rockband Dirty Projectors ist das Lied "Temecula Sunrise" nach der Stadt benannt.

## Ronald Reagan und Temecula
In einer Rede vor dem United States Olympic Committee im März 1983 lobte US-Präsident Ronald Reagan Temecula und das freiwillige Engagement seiner Bewohner. Damals dauerte es noch sechs Jahre, bis Temecula zu einer City wurde und viele Projekte wurden durch die Gemeindevorsteher und Freiwillige bewerkstelligt, die Geld, Arbeit und Ausrüstung anboten.
Reagan selbst besaß von 1968 an ein 3,1 km² großes Stück Land in der Nähe von Temecula und zog in Betracht, dort eine Ranch zu bauen. Elf Jahre später verkaufte er es aber wieder.
Im Jahr 2005 wurde am 22. Jahrestag von Reagans Rede der Rancho California Sports Park in Ronald Reagan Sports Park umbenannt.

## Persönlichkeiten

### Söhne und Töchter der Stadt
- Nate Koch (* 1986), Bahnradsportler
- Antonio Pontarelli (* 1991), Sänger und Rock-Violinist
- Emily Bader (* 1996), Schauspielerin
- Olivia Rodrigo (* 2003), Schauspielerin und Sängerin

### Mit Temecula verbundene Persönlichkeiten
- Terrell Davis (* 1972), ehemaliger American-Football-Spieler, lebt in Temecula
- Brian Deegan (* 1975), Motocross-Freestyle-Biker, lebt in Temecula
- Erle Stanley Gardner (1889–1970), Schriftsteller, starb in Temecula
- Christy Hemme (* 1980), ehemalige Wrestlerin, wuchs in Temecula auf
- Dan Henderson (* 1970), Ringer und Mixed-Martial-Arts-Kämpfer, lebt in Temecula
- Jerry Yang (* 1968), Pokerspieler, lebt in Temecula
- Dean Norris (* 1963), Schauspieler bekannt aus Breaking Bad und Under the Dome, lebt in Temecula
- Tori Kelly (* 1992), Sängerin und Songwriterin, lebt in Temecula